# كسميات الأجنحة
كسميات الأجنحة أو كوزموبتيريجيدي (الاسم العلمي: Cosmopterigidae)، فصيلة حشرات عثية من رتبة حرشفيات الأجنحة. أنواعه 1500، المنطقة الأكثر تنوعًا هي أستراليا والمحيط الهادئ مع حوالي 780 نوعا.